# 兵庫県道229号赤穂港線
兵庫県道229号赤穂港線（ひょうごけんどう229ごう あこうこうせん）は、兵庫県赤穂市を通る一般県道である。

## 概要
赤穂港から国道250号交点に至る。

### 路線データ
- 起点：赤穂市加里屋（赤穂港）
- 終点：赤穂市加里屋（新町交差点、国道250号交点）
- 総延長：2.282 km

## 路線状況

### 通称
- 赤穂みなとライン

### 道路施設

#### 橋梁
- 新橋（新川、赤穂市）

## 地理

### 通過する自治体
- 赤穂市

### 交差する道路
| 交差する道路 | 交差する場所 | 交差する場所      |
| ------------ | ------------ | ----------------- |
| 国道250号    | 加里屋       | 新町交差点 / 終点 |

### 沿線
- 赤穂港
- 赤穂市立城西小学校
- 赤穂市役所